# Patrick Sharp
Patrick Sharp (* 27. prosince 1981, Winnipeg, Manitoba) je bývalý kanadský hokejový útočník, který naposledy hrál v týmu Chicago Blackhawks v severoamerické lize NHL, ve kterém dokázal v letech 2010, 2013 a 2015 vyhrát Stanley Cup, a v roce 2014 získal s Kanadou na zimních olympijských hrách v Soči zlatou medaili.

## Hráčská kariéra

### Amatérská a juniorská kariéra
S juniorským hokejem začal v rodném městě, Thunder Bay, kde hrál za místní týmu Flyers v USHL. V sezoně 2000-01 odešel do univerzitní soutěže v USA, kde hrál za vermontskou univerzitu. Nasbíral 27 bodů v 31 utkáních a ačkoliv nebyl nejproduktivnější nováček, dostal cenu pro nejlepšího nováčka týmu. Ve druhé a poslední sezoně v ECAC byl nejproduktivnějším hráčem týmu a na konci sezony dostal cenu Johna C. Cunninghama pro nejužitečnějšího hráče týmu. Jeho tým vyhrál v sezoně pouze 3 z 31 zápasů a tak se Sharp rozhodl, že pro něj bude lepší školu opustit a vrhnout se mezi profesionály.

### Profesionální kariéra
Philadelphia ho draftovala v roce 2001 ve 3. kole, celkově byl vybrán jako 95. hráč. Skoro o rok později, 21. května 2002, podepsal s Philadelphií smlouvu na 3 roky. Na kempu Flyers se předvedl v dobrém světle a tak dostal šanci v NHL. První zápas v NHL odehrál 10. října 2002 v Edmontonu. Po 3 zápasech, ve kterých nebodoval, byl však odeslán do AHL, kde strávil zbytek sezony.
Sezonu 2003-04 strávil půl na půl v NHL a AHL. Do poloviny prosince hrál v AHL, kde nasbíral 29 bodů (15+14) v 35 zápasech, zbytek sezony strávil v NHL. V silném týmu Flyers však nedostával příliš času na ledě a tak zaznamenal pouze 7 bodů (5+2) v 41 zápasech. V playoff NHL se trefil jednou, a to ve finále Východní konference proti Tampě Bay.
Během výluky v NHL v sezoně 2004-05 hrál v AHL za Phantoms. V 75 zápasech nasbíral 52 bodů (23+29) a to stačilo na 3. místo v produktivitě týmu. V playoff byl jedním z hlavních vůdců týmu a pomohl Phantoms k zisku Calder Cupu. V kanadském bodování v playoff byl na 2. místě v týmu i celé AHL s 21 body (8+13) v 21 zápasech.
Sezonu 2005-06 začal v NHL ve Philadelphii, za kterou odehrál 22 zápasů a nasbíral 8 bodů. V týmu nabitém hvězdami však příliš času na ledě nedostával a nakonec byl vyměněn. 5. prosince se společně s útočníkem Ericem Melochem stěhoval do Chicaga za útočníka Matta Ellisona a 3. kolo draftu 2006. Za Blackhawks odehrál celkem 50 zápasů a nasbíral 23 bodů, v celé sezoně pak v 72 zápasech nasbíral 31 bodů (14+17). 10. července 2006 s ním Blackhawks prodloužili smlouvu o 2 roky.
V sezoně 2006-07 pak nastoupil k 80 utkáním v nichž nasbíral 35 bodů. Po Havlátovi byl jediným hráčem Blackhawks, který se dostal na hranici 20 gólů.
V průběhu sezony 2007-08, 17. ledna 2008, prodloužil s Blackhawks o další 4 roky. Celkem v sezoně nasbíral 62 bodů (36+26) a byl nejlepším střelcem Blackhawks. V počtu gólů si vytvořil své osobní maxiumum, které doposud nepřekonal. V gólech v oslabení se dělil o první příčku v celé NHL s Alferdssonem.
Střelecky se mu dařilo i v první polovině sezony 2008-09, kdy zaznamenal 20 branek. Ve 2. polovině mu ale zvlhnul prach a navíc jej na 20 utkání vyřadilo zranění kolena. Celkem tak nastřílel 26 branek a nasbíral 44 bodů. V playoff se dostal opět do pohody a s Toewsem byl se 7 góly na 2. místě mezi střelci týmu. Celkem přispěl 11 body na cestě Blackhawks do finále konference.
Sezona 2009-10 byla 4. sezonou v řadě, kdy dokázal nastřílet alespoň 20 branek. Zaznamenal 25 a k tomu navíc přidal 41 asistencí. Celkem tak nasbíral 66 bodů v 82 zápasech. V playoff přidal dalších 22 bodů ve stejném počtu zápasů a byl tak 3. nejproduktivnějším hráčem týmu. S 11 brankami byl společně s Byfuglinem nejlepším střelcem týmu a s 76 střeleckými pokusy byl vůbec nejaktivnějším hráčem v playoff. Výraznou měrou se tak podílel na zisku Stanley Cupu.
V sezoně 2010-11 v 74 utkáních nasbíral 71 bodů (34+37). Podruhé v kariéře překonal hranici 30 branek a s 34 góly byl nejlepším střelcem Blackhawks, v celé NHL se umístil 8. Zúčastnil se NHL All-Star Game, kde byl vyhlášen nejužitečnějším hráčem utkání, když získal 3 body (1+2). V playoff pak v sérii proti Vancouveru nasbíral 5 bodů (3+2) v 7 utkáních. Ačkoliv měl platnou smlouvu ještě na další sezonu, podepsal 3. srpna 2011 smlouvu na dalších 5 let za 29,5 milionu dolarů (cap hit 5,9 milionu).
I v sezoně 2011-12 dokázal udržet tempo z předchozí sezony a podruhé v řadě byl nejlepším střelcem Blackhawks s 33 góly. Popáté v řadě tak překonal hranici alespoň 25 branek, což se před ním povedlo jen 6 hráčům v dresu Blackhawks. V týmové produktivitě pak obsadil 2. místo s celkem 69 body v 74 zápasech (8 zápasů vynechal pro zranění). Byl nejlepší v týmu v hodnocení +/- s osobním maximem +28 bodů (7. v NHL; 2. v Západní konferenci) a také v počtu vstřelených vítězných gólů (8 GWG, 7. místo v NHL). V playoff vstřelil pouze jediný gól v 6 zápasech a Blackhawks vypadli z 1. kola podruhé v řadě, tentokrát s Phoenixem.
Vinou zranění odehrál ve zkrácené sezoně 2012-13 jen 28 zápasů, ve kterých nasbíral 20 bodů (6+14). Střelecky se mu tolik nedařilo, ale když byl v sestavě Blackhawks, tak ani jednou neprohráli v základní hrací době (25-0-3). V playoff se střelecké štěstí opět přiklonilo na jeho stranu a s 10 góly byl nejlepším střelcem celého playoff NHL a mohl se radovat ze svého druhého Stanley Cupu v kariéře.
Sezona 2013-14 je doposud jeho nejlepší v kariéře. Poprvé v kariéře stal nejproduktivnějším hráčem Blackhawks a po čtvrté v kariéře byl nejlepším střelcem Blackhawks. Podruhé v kariéře odehrál všechna utkání základní části v nichž si připsal 78 bodů (34+44) a byl 12. nejproduktivnějším hráčem NHL a 9. nejlepším střelcem. Osobní maxima si vytvořil v počtu asistencí, bodů a také střel (313), ve kterých byl v NHL dokonce na 2. místě. Během listopadu byl vyhlášen 3. hvězdou týdne NHL a za poslední týden v prosinci dokonce 1. hvězdou. Okolo přelomu roku vstřelil 2 hattricky - 27. prosince 2013 proti Coloradu a 3. ledna 2014 v New Jersey. Playoff mu příliš nevyšlo, neboť zaznamenal v 19 zápasech jen 5 branek a celkem 10 bodů.
V sezoně 2014-15 přišel na přelomu listopadu a prosince o 14 zápasů kvůli zranění nohy. V 68 zápasech pak nasbíral 43 bodů (16+27). Ve svém 700. zápase, ke kterému nastoupil 29. prosince 2014 proti Nashvillu, získal 500. bod v NHL. Při cestě za třetím Stanley Cupem nasbíral 15 bodů (5+10) v 23 zápasech a byl tak 5. nejproduktivnějším hráčem týmu.
Jelikož Blackhawks měli problémy vejít se do platového stropu, byl Sharp společně s obráncem Stephenem Johnsem vyměněn 10. července 2015 do Dallasu za obránce Trevora Daleyho a útočníka Ryana Garbutta. V týmu se sešel s obráncem Johhnym Oduyou, který Blackhawks rovněž po zisku Stanley Cupu opustil. Ve své první sezoně v Dallasu si připsal 55 bodů (20+35) v 76 zápasech a byl 5. nejproduktivnějším hráčem týmu a 4. nejlepším střelcem. V playoff si připsal 6 bodů (4+2) ve 13 utkáních, když Dallas vypadl ve 2. kole se St. Louis.
Zdravotní problémy měl v průběhu celé sezony 2016-17 a tak odehrál pouze 48 zápasů, ve kterých si připsal 18 bodů (8+10). Nedařilo se mu ve statistice +/-, neboť s -22 body byl nejhorším v týmu. Stars v této sezoně nepostoupili do playoff.
Po 2 letech se vrátil do Chicaga, když jako volný hráč podepsal roční smlouvu s Blackhawks. Zápas proti Floridě 12. prosince 2017 byl jeho 900. v NHL. V sezoně ovšem pokračoval pokles jeho produktivity a i když neměl zdravotní potíže, řadu zápasů sledoval jen z tribuny. Celkem v 70 zápasech nasbíral 21 bodů (10+11). Při posledním domácím zápase proti St. Louis 7. dubna 2018 oznámil, že toto byla jeho poslední sezona v NHL. Kariéru tak ukončil v klubu, se kterým získal 3 Stanley Cupy. Celkem za Blackhawks odehrál 749 zápasů (19. místo v historických tabulkách Blackhawks), ve kterých nastřílel 249 branek (12. místo) a 283 asistencí (22. místo) a celkem tedy 532 bodů (15. místo).

## Úspěchy

### Individuální úspěchy
- NHL All-Star Game – 2011
- Nejlepší střelec playoff NHL - 2013

### Kolektivní úspěchy
- Vítěz Calder Cupu – 2004/05
- Stříbrná medaile z MS – 2008
- Vítěz Stanley Cupu – 2009/10
- Vítěz Stanley Cupu – 2012/13
- Zlatá medaile na Zimních olympijských hrách - 2014
- Vítěz Stanley Cupu – 2014/15

## Prvenství
- Debut v NHL – 10. října 2002 (Edmonton Oilers proti Philadelphia Flyers)
- První asistence v NHL – 8. ledna 2004 (Philadelphia Flyers proti Florida Panthers)
- První gól v NHL – 16. ledna 2004 (Philadelphia Flyers proti Toronto Maple Leafs, kanadskému brankáři Ed Belfour)
- První hattrick v NHL – 17. listopadu 2007 (Detroit Red Wings proti Chicago Blackhawks)

## Klubová statistika
| Sezóna       | Klub                  | Soutěž       |     | Základní část | Základní část | Základní část | Základní část | Základní část |    | Play off | Play off | Play off | Play off | Play off |
| Sezóna       | Klub                  | Soutěž       | Z   | G             | A             | B             | TM            | Z             | G  | A        | B        | TM       |          |          |
| 1998/99      | Thunder Bay Flyers    | USHL         | 55  | 19            | 24            | 43            | 48            | 3             | 1  | 1        | 2        | 0        |          |          |
| 1999/00      | Thunder Bay Flyers    | USHL         | 56  | 20            | 35            | 55            | 41            | –             | –  | –        | –        | –        |          |          |
| 2000/01      | Vermont Catamounts    | HE           | 34  | 12            | 15            | 27            | 36            | –             | –  | –        | –        | –        |          |          |
| 2001/02      | Vermont Catamounts    | HE           | 31  | 13            | 13            | 26            | 50            | –             | –  | –        | –        | –        |          |          |
| 2002/03      | Philadelphia Phantoms | AHL          | 53  | 14            | 19            | 33            | 39            | –             | –  | –        | –        | –        |          |          |
| 2002/03      | Philadelphia Flyers   | NHL          | 3   | 0             | 0             | 0             | 2             | –             | –  | –        | –        | –        |          |          |
| 2003/04      | Philadelphia Phantoms | AHL          | 35  | 15            | 14            | 29            | 45            | 1             | 2  | 0        | 2        | 0        |          |          |
| 2003/04      | Philadelphia Flyers   | NHL          | 41  | 5             | 2             | 7             | 55            | 12            | 1  | 0        | 1        | 2        |          |          |
| 2004/05      | Philadelphia Phantoms | AHL          | 75  | 23            | 29            | 52            | 80            | 21            | 8  | 13       | 21       | 20       |          |          |
| 2005/06      | Philadelphia Flyers   | NHL          | 22  | 5             | 3             | 8             | 10            | –             | –  | –        | –        | –        |          |          |
| 2005/06      | Chicago Blackhawks    | NHL          | 50  | 9             | 14            | 23            | 36            | –             | –  | –        | –        | –        |          |          |
| 2006/07      | Chicago Blackhawks    | NHL          | 80  | 20            | 15            | 35            | 74            | –             | –  | –        | –        | –        |          |          |
| 2007/08      | Chicago Blackhawks    | NHL          | 80  | 36            | 26            | 62            | 75            | –             | –  | –        | –        | –        |          |          |
| 2008/09      | Chicago Blackhawks    | NHL          | 61  | 26            | 18            | 44            | 41            | 17            | 7  | 4        | 11       | 6        |          |          |
| 2009/10      | Chicago Blackhawks    | NHL          | 82  | 25            | 41            | 66            | 28            | 22            | 11 | 11       | 22       | 16       |          |          |
| 2010/11      | Chicago Blackhawks    | NHL          | 74  | 34            | 37            | 71            | 38            | 7             | 3  | 2        | 5        | 2        |          |          |
| 2011/12      | Chicago Blackhawks    | NHL          | 74  | 33            | 36            | 69            | 38            | 6             | 1  | 0        | 1        | 4        |          |          |
| 2012/13      | Chicago Blackhawks    | NHL          | 28  | 6             | 14            | 20            | 14            | 23            | 10 | 6        | 16       | 8        |          |          |
| 2013/14      | Chicago Blackhawks    | NHL          | 82  | 34            | 44            | 78            | 40            | 19            | 5  | 5        | 10       | 6        |          |          |
| 2014/15      | Chicago Blackhawks    | NHL          | 68  | 16            | 27            | 43            | 33            | 23            | 5  | 10       | 15       | 8        |          |          |
| 2015/16      | Dallas Stars          | NHL          | 76  | 20            | 35            | 55            | 27            | 13            | 4  | 2        | 6        | 0        |          |          |
| 2016/17      | Dallas Stars          | NHL          | 48  | 8             | 10            | 18            | 31            | –             | –  | –        | –        | –        |          |          |
| 2017/18      | Chicago Blackhawks    | NHL          | 70  | 10            | 11            | 21            | 14            | –             | –  | –        | –        | –        |          |          |
| Celkem v NHL | Celkem v NHL          | Celkem v NHL | 939 | 287           | 333           | 620           | 536           | 142           | 47 | 40       | 87       | 52       |          |          |

## Reprezentace
| Rok                    | Tým                    | Soutěž                 | Z  | G | A | B  | TM |
| ---------------------- | ---------------------- | ---------------------- | -- | - | - | -- | -- |
| 2008                   | Kanada                 | MS                     | 9  | 3 | 0 | 3  | 4  |
| 2012                   | Kanada                 | MS                     | 8  | 1 | 7 | 8  | 2  |
| 2014                   | Kanada                 | ZOH                    | 5  | 1 | 0 | 1  | 4  |
| Seniorská reprezentace | Seniorská reprezentace | Seniorská reprezentace | 22 | 5 | 7 | 12 | 10 |